# Cultura del Gaudo
La cultura del Gaudo és el nom donat per l'arqueologia a una cultura eneolítica del sud d'Itàlia. Es va desenvolupar al IV mil·lenni aC, principalment al què avui és la regió de Campània. La necròpolis tipus d'aquesta cultura es troba prop de Paestum, no gaire lluny de la desembocadura del riu Sele. El seu nom prové de la necròpolis Spina-Gaudo.
Es coneixen objectes d'aquesta cultura des d'antic i s'han recuperat des de l'Antiguitat. Durant el segle V aC i/o el segle iv aC, per exemple, els colons grecs van dipositar punyals fets de sílex, probablement procedents de tombes, en un antic santuari de Paestum. Al segle XVIII els estudiosos també van recuperar objectes, com és el cas de William Hamilton, que es va endur a Anglaterra una daga de sílex i un gerro i ara es troben al Museu Britànic.

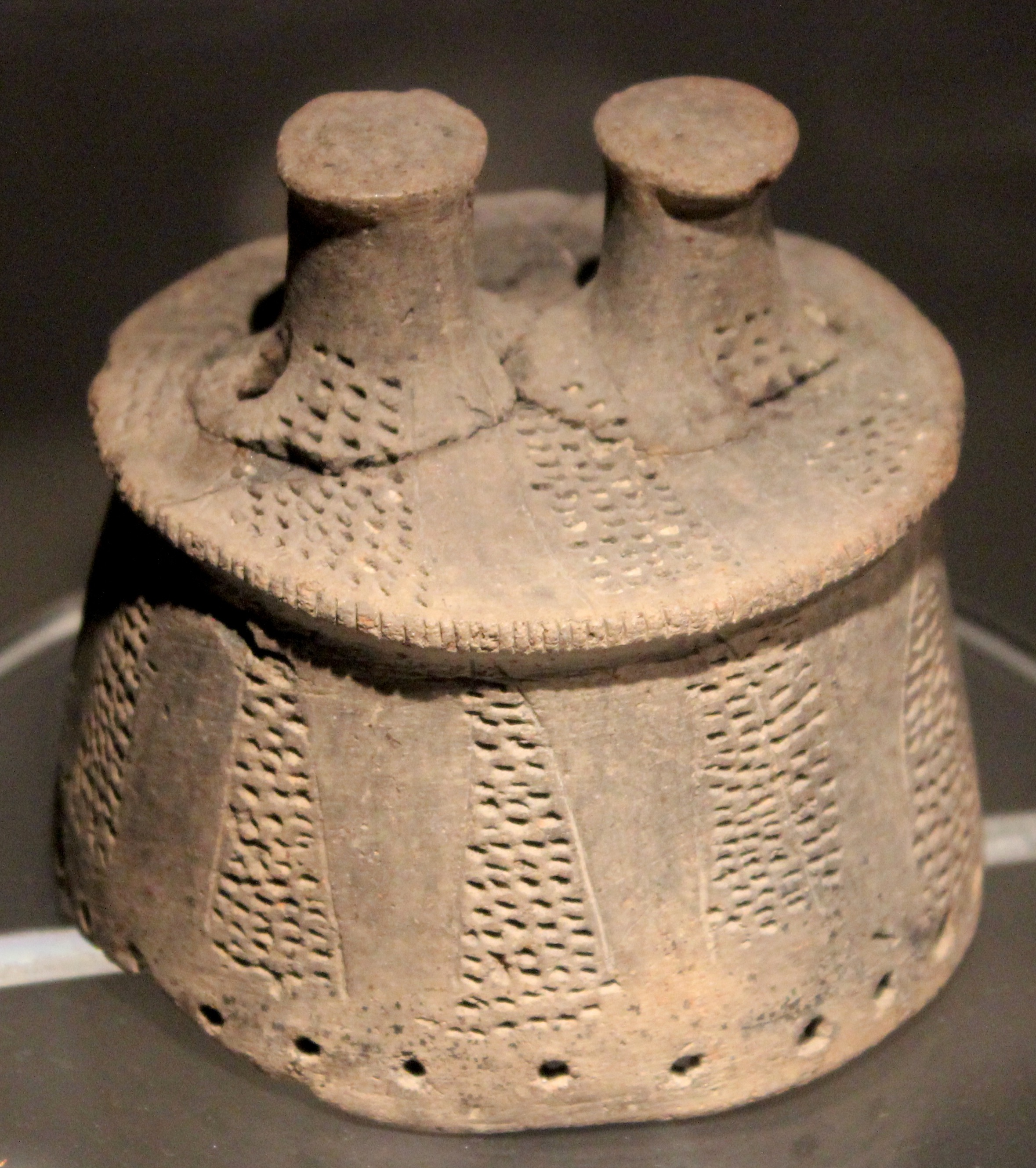
Ceràmica de la cultura del Gaudo.

## Cronologia i distribució geogràfica

### Cronologia i orígens

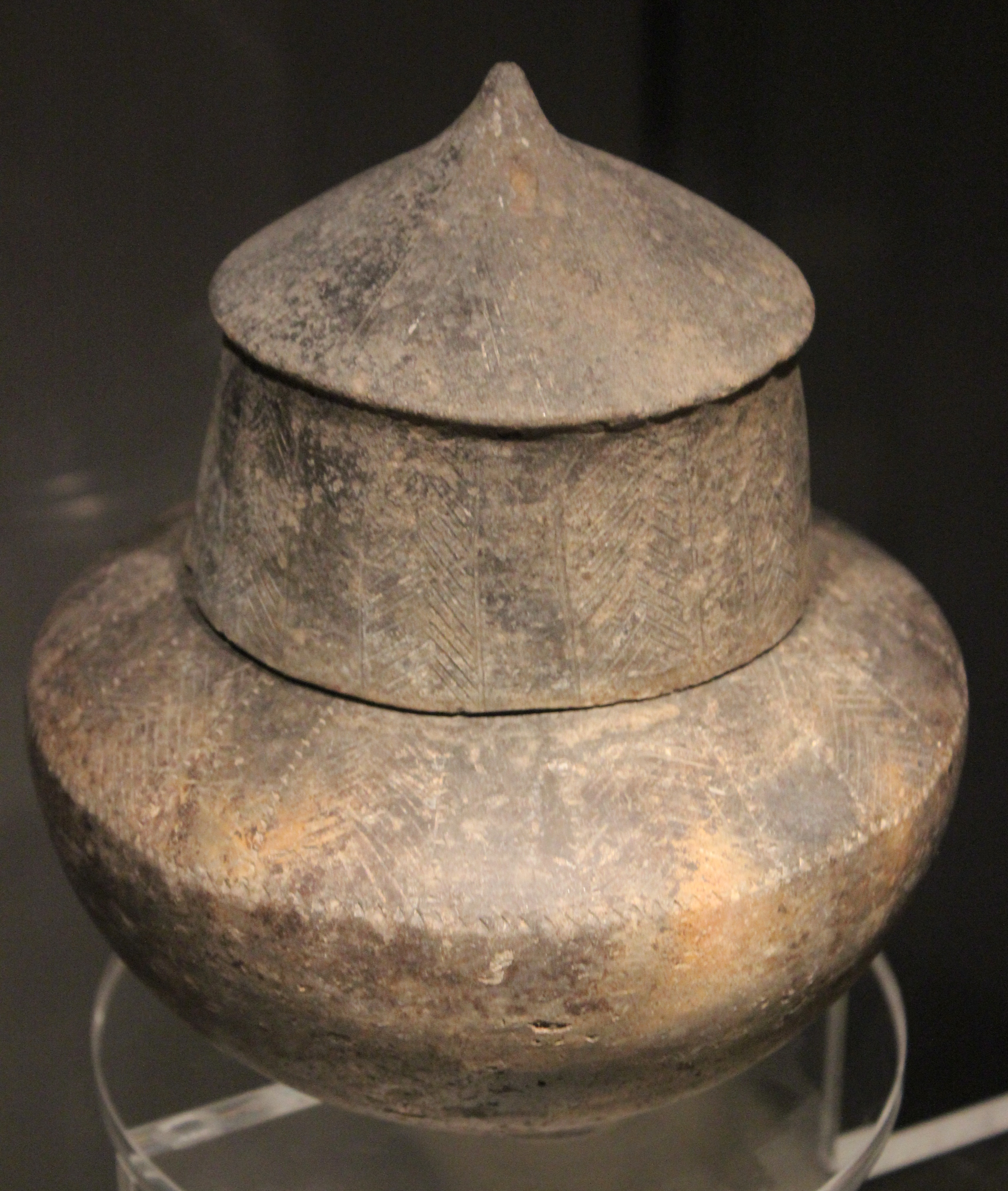
Ceràmica de la cultura del Gaudo.

Fa deu anys, la datació d'aquesta cultura era extremadament imprecisa, a causa de la manca de datacions amb radiocarboni. Les investigacions recents permeten de proporcionar avui un marc cronològic força clar13. La cultura del Gaudo es va desenvolupar a partir del 3150 aC i acaba cap al 2300 aC. aproximadament. Probablement els seus orígens es troben a la cultura Taurasi, recentment identificada a la Campània14,15,16. La cultura Taurasi es va desenvolupar entre el 3500 i el 3250 aC aproximadament. La cultura del Gaudo va anar sent substituïda per la cultura de Laterza, de la qual tenim les primeres traces cap a l'any 2950 aC al sud-est de la península italiana.

### Distribució geogràfica

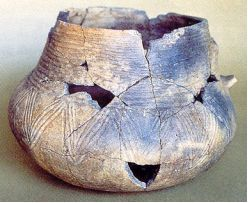
Ceràmica de la cultura del Gaudo.

La cultura del Gaudo es va desenvolupar principalment des del sud de la Campània fins al centre del Laci, on va conviure amb les cultures de Rinaldone i la d'Ortucchio entre el 3130 i el 2870 aC, i fins i tot més enllà. Es coneixen alguns jaciments més enllà d'aquesta regió amb traces del Gaudo, per exemple al nord de la Calàbria, a la Pulla i als Abruços.

### Influències
Aquesta cultura és testimoni de moltes influències, especialment de les regions orientals de la Mediterrània, per exemple de la conca de l'Egeu i l'Anatòlia. Les característiques d'algunes, produccions com la ceràmica o les armes metàl·liques, fins i tot han portat alguns investigadors a suposar que aquestes comunitats provenien de les regions de l'Egeu i Anatòlia. Aquesta hipòtesi es rebutja en general.

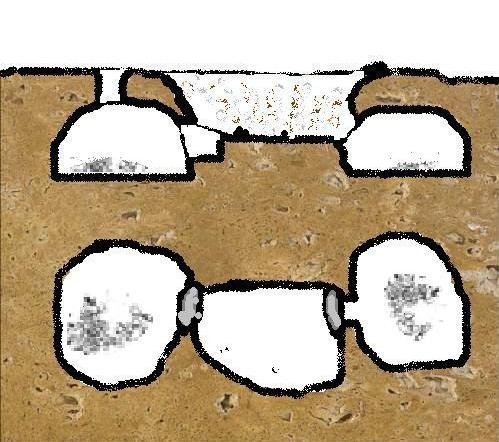
Sepulcre de la cultura Gaudo, format per un pou d'accés amb avantcambra i dues cambres funeràries.

A Itàlia, les influències entre la cultura del Gaudo i les cultures contemporànies són visibles en molts jaciments, especialment als situats als marges de la seva àrea de desenvolupament. Així, a la Tenuta della Selcetta 2, als suburbis del sud de Roma, s'hi van descobrir ceràmiques d'estil Rinaldone i Gaudo associades al mateix enterrament. Altres jaciments del Laci també testimonien aquestes múltiples influències: a Maccarese - Cerquete Fianello també s'hi han descobert ceràmiques dels tipus Conelle, Rinaldone i Gaudo20. La influència de la cultura Gaudo fins i tot es fa sentir més enllà, ja que a la cova dels Sassi Neri de la regió de Capalbio a la Toscana hi ha ceràmiques la forma de la qual s'aproxima a la de la cultura campaniana.
Altres elements meridionals de les cultures del Gaudo i Laterza apareixen també als enterraments toscans, com els gerros embotellats, els gerros bicònics o els bols carinats. També hi ha els gerros de tipus flascó, la tipologia dels quals és comparable a la dels flascons de la cultura Abealzu a Sardenya i, per contra, un gerro molt proper en forma i decoració als de la cultura sarda de Monte Claro es va descobrir en un jaciment de la península en context Gaudo35. Finalment, hi ha similituds entre certs tipus de ceràmiques de la cultura del Gaudo i les de les cultures sicilianes contemporànies.